# Trasporti in Burundi
Questa voce raccoglie le principali tipologie di Trasporti in Burundi.

## Trasporti su rotaia

### Rete ferroviaria
Assenti

### Reti metropolitane
Assenti

### Reti tranviarie
Assenti

## Trasporti su strada

### Rete stradale
Strade pubbliche: in totale 14.480 km (dati 1996)
- asfaltate: 1.028 km
- bianche: 13.452 km.

### Reti filoviarie
Assenti 

### Autolinee
Nella capitale, Bujumbura, ed in poche altre zone abitate, operano aziende pubbliche e private che gestiscono i trasporti urbani, suburbani ed interurbani esercitati con autobus.

## Idrovie
Fanno capo al Lago Tanganica.

### Porti e scali

#### Sul Lago Tanganica
- Bujumbura.

## Trasporti aerei

### Aeroporti
In totale: 4 (dati 1999)
a) con piste di rullaggio pavimentate: 1
- oltre 3047 m: 1
- da 2438 a 3047 m: 0
- da 1524 a 2437 m: 0
- da 914 a 1523 m: 0
- sotto 914 m: 0

b) con piste di rullaggio non pavimentate: 3
- oltre 3047 m: 0
- da 2438 a 3047 m: 0
- da 1524 a 2437 m: 0
- da 914 a 1523 m: 2
- sotto 914 m: 1.